# Kurilsk
Kurilsk (em russo, Курильск e, em japonês, 紗那村 Shanamura) é uma cidade da Rússia, localizada na ilha de Iturup, no arquipélago das Curilas (em Oblast de Sacalina).
Fundada no século XVIII, era inicialmente habitada pelo povo Ainu, a ilha abrigava uma colônia russa (final do século XVIII) e depois uma guarnição japonesa (c. 1800). Em 1855, Iturup foi reconhecida como território japonês pelo tratado de Shimoda.
Em novembro de 1941, a ilha, e outras, serviram como ponto de encontro da frota que navegava para atacar Pearl Harbor. Em 1945, a ilha foi ocupada pela União Soviética após a derrota do Japão no final da Segunda Guerra Mundial.
Sua economia é baseada na pesca, principalmente de salmão. A ilha possui ainda um porto e um aeroporto.